# Busch Stadium
O Busch Stadium é um estádio de localizado em Saint Louis, no estado do Missouri, nos Estados Unidos. É a casa do time de beisebol St. Louis Cardinals, da MLB. Tem capacidade para 43 975 torcedores.
Começou a ser construído em 17 de janeiro de 2004 ao lado do antigo Busch Memorial Stadium, e foi inaugurado oficialmente em 10 de abril de 2006, com o jogo St. Louis Cardinals 6 – 4 Milwaukee Brewers.
Um fato curioso ocorreu na construção: primeiro foi construída a Arquibancada Sul, depois foi demolido o Busch Memorial Stadium para a construção do resto do estádio. O estádio custou sozinho US$ 365 milhões de dólares (o projeto completo custou US$ 646 mi).
Foi a sede do All-star Game da MLB de 2009.

## Galeria
- Exterior do estádio
- Busch Stadium sendo construído ao lado do antigo Busch Memorial Stadium